# Minnesotai Egyetem
A Minnesotai Egyetem (angolul University of Minnesota, gyakran rövidítve UMN vagy U of M)  az Amerikai Egyesült Államok Minnesota államában működő állami egyetem és kutatóintézet. Minneapolis és Saint Paul városaiban helyezkedik el, az Egyesült Államok kilencedik legtöbb diákot befogadó campusa. A Minnesotai Egyetemrendszer zászlóshajója, tizenkilenc karból áll.
Az egyetem létrehozását a Minnesotai Területi Törvényhozás engedélyezte 1851-ben, hét évvel az előtt, mielőtt Minnesota állam lett. Az egyik legnagyobb aktivitással rendelkező egyetem, a 20. legjobb az Association of American Universities szövetségben. 2020-ban 1,04 milliárd dollárt költöttek kutatásra. A Public Ivy egyetemek egyike.
Az egyetem diákjai és tanárjai 26 Nobel-díjat és 3 Pulitzer-díjat nyertek el. Ezek mellett két amerikai alelnök, Hubert Humphrey és Walter Mondale, illetve a 2016-os Nobel-díj győztese, Bob Dylan is ide járt.
Az egyetem sportcsapatai Minnesota Golden Gophers néven versenyeznek az NCAA első divíziójában és összesen 29 országos bajnoki címet nyertek el. Az iskola tanulói 76 olimpiai éremmel rendelkeznek.

## Fekvése
Az UMN központi campusa a UMN-Twin Cities Minneapolis városában és Saint Paul külvárosában fekszik. A beiratkozott diákok száma alapján a 11. legnagyobb egyetem az Egyesült Államokban. Az egyetemet az ország 25 legjobb egyeteme közt tartják számon több összesítés szerint.

## Iskolák, karok
- Egészségügyi Programok Iskolája
- Biológiai Tudományok Főiskolája
- Szakmai tanulmányok Főiskolája
- Fogászati Iskola
- Design Főiskola
- Oktatási és Emberi fejlődési Főiskola
- Mezőgazdasági és Környezeti erőforrás-tudományi Főiskola
- Posztgraduális Iskola
- Jogi Iskola
- Szabadművészeti Főiskola
- Carlson Menedzsment Iskola
- Orvostudományi Iskola
- Betegápolási Iskola
- Gyógyszertudományos Főiskola
- Hubert H. Humphrey Közügyi Iskola
- Közegézségügyi Iskola
- Tudományos és Mérnöki Főiskola
- Állatgyógyászati Főiskola

## Ranglisták
| Egyesült Államok                                 | Egyesült Államok |
| ------------------------------------------------ | ---------------- |
| ARWU 2022                                        | 25–26            |
| Forbes Top College List 2022                     | 68               |
| WSJ/Times Higher Education College Rankings 2022 | 85               |
| U.S. News & World Report 2022–2023               | 62               |
| Washington Monthly 2022                          | 20               |
| Világszerte                                      |                  |
| ARWU 2022                                        | 44               |
| QS World University Rankings 2023                | 185              |
| Times Higher Education College Rankings 2022     | 86               |
| U.S. News & World Report 2022–2023               | 55               |

## Diákadatok
| Származás        | Összesen |
| ---------------- | -------- |
| Fehér            | 64%      |
| Ázsiai           | 11%      |
| Külföldi         | 7%       |
| Afroamerikai     | 6%       |
| Egyéb            | 6%       |
| Hispán           | 5%       |
| Bevétel          |          |
| Alacsony bevétel | 18%      |
| Gazdag           | 82%      |

## Galéria
- A Northrop Auditorium
- Az Építőmérnöki Iskola
- A Ford Hall
- A Huntington Bank amerikai-futball stadion
- A McNamara Öregdiák Központ
- A Smith Hall
- Az egyetem tulajdonában lévő Dél-keleti Gőzüzem
- A Walter Könyvtár